# Adevildo De Marchi
Adevildo De Marchi (16. březen 1894, Janov Italské království – 20. květen 1965, Janov Itálie) byl italský fotbalový útočník.
Fotbalovou kariéru začal v klubu SG Andrea Doria. V roce 1921 odešel do Janova ve kterém zůstal na jedno utkání. Po sezoně ukončil kariéru.
Za reprezentaci odehrál jedno utkání a to na OH 1920 proti Španělsku (0:2).

## Hráčské úspěchy

### Reprezentační
- 1x na OH (1920)